# Hipparionini
Hipparionini (лат.) — триба древних вымерших непарнокопытных млекопитающих из семейства лошадиных. Представители трибы существовали с раннего миоцена до средины плейстоцена, были широко распространены в редколесьях, лесостепях и степях Северной Америки, Евразии и Африки, где входили в состав так называемой гиппарионовой фауны.

## Классификация
- † Род Cormohipparion Skinner and MacFadden 1977 — Северная и Центральная Америка, Азия, средний и поздний миоцен
- † Род Eurygnathohippus Van Hoepen 1930 — Африка, поздний миоцен — ранний плейстоцен
- † Род Hipparion de Christol 1832 — гиппарионы, Евразия, Африка, Северная Америка, средний миоцен — средний плейстоцен
- † Род Hippotherium Kaup 1832 — Евразия, Африка, Северная Америка, средний миоцен — плиоцен
- † Род Nannippus Matthew 1926 — Северная Америка, средний и поздний миоцен
- † Род Neohipparion Gidley 1903 — Северная и Центральная Америка, средний и поздний миоцен
- † Род Pseudhipparion Ameghino 1904 — Северная Америка, миоцен

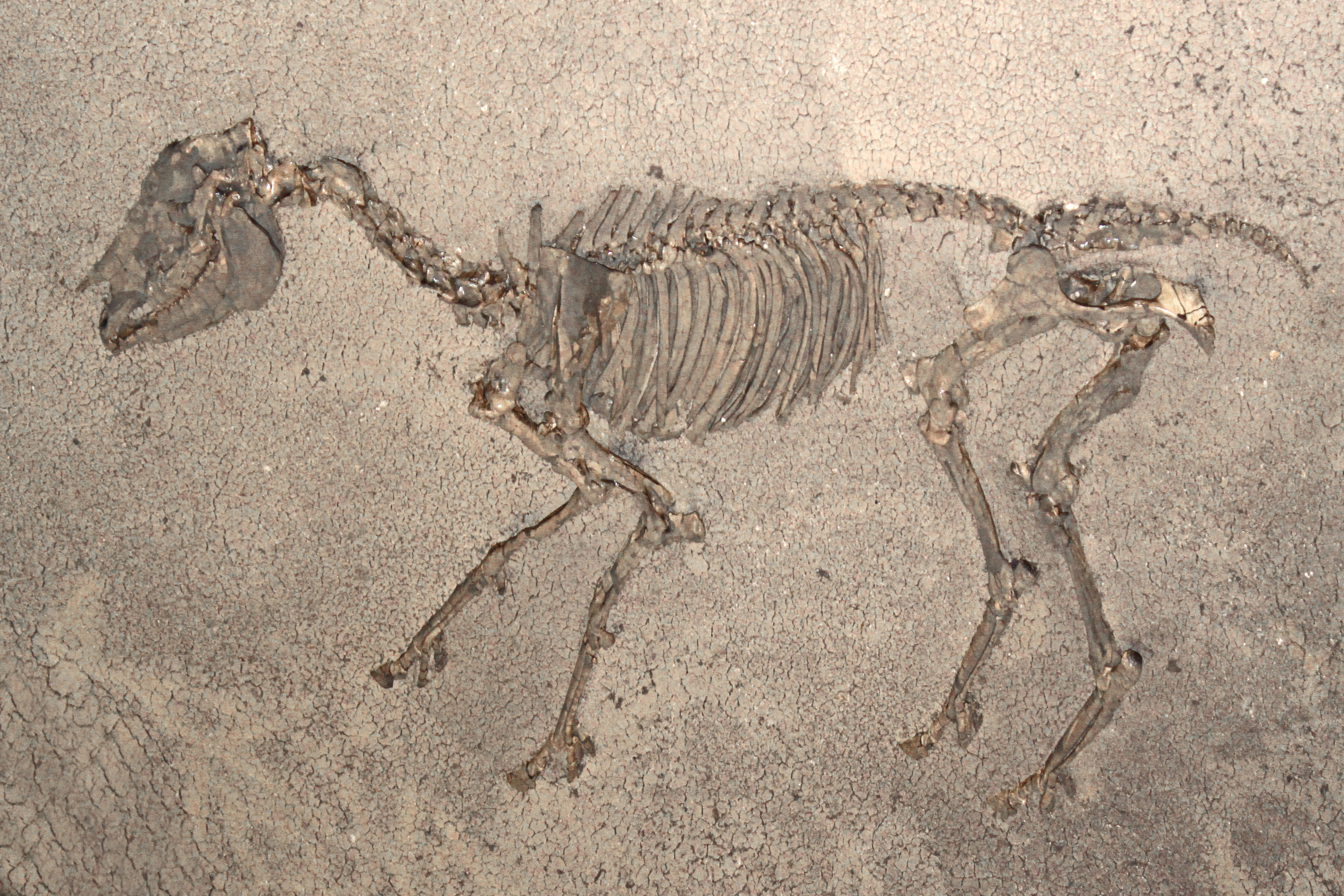
Скелет Hippotherium primigenium